# Usherov sindrom
Usherov sindrom, također poznat po imenom Halgrenov sindrom, Usher-Hallgrenov sindrom, sindrom retinitis pigmentosa-dysacusis ili sindrom distrogije retinae dysacusis, je rijedak genetički poremećaj uzrokovan mutacijom u bilo kojem od najmanje 11 gena koja rezultira kombinacijom gluhoće i sljepila. To je najčešći uzrok gluhoće i sljepoće i trenutno je neizlječiv.
Usherov sindrom se klasificira u tri podtipa (I, II, i III) prema odgovornim genima i nastanku gluhoće. Sva tri podtipa uzrokovana su mutacijama gena uključenih u funkciju unutarnjeg uha i mrežnice. Ove mutacije nasljeđuju se u autosomno recesivnom obrascu.
Pojava Usherova sindroma varira diljem svijeta i među različitim tipovima sindroma, s visokim stopama od 1 na 12 500 u Njemačkoj do niskih od 1 na 28 000 u Norveškoj. Tip I najčešći je u aškenaskim židovskim i akadskim populacijama, a tip III rijetko se nalazi izvan aškenaskim židovskih i finskih populacija. Usherov sindrom nazvan je po škotskom oftalmologu Charlesu Usheru, koji je 1914. godine ispitao patologiju u prijenos sindroma.

## Tipovi

### Usherov sindrom III
Osobe s Usherovim sindromom I rađaju se potpuno gluhe i počinju gubiti vid u prvom desetljeću života. Također pokazuju poteškoće s ravnotežom i kao djeca sporo uče hodati zbog problema u vestibularskom sistemu.
Usherov sindrom tipa I mogu uzrokovati mutacije u jednom od nekoliko različitih gena: CDH23, MYO7A, PCDH15, USH1C i USH1G. Ovi geni djeluju u razvoju i održavanju struktura unutarnjeg uha poput stanica dlačica (stereocilije), koje prenose zvučne i pokretne signale u mozak. Promjene u tim genima mogu uzrokovati nemogućnost održavanja ravnoteže (vestibularna disfunkcija) i gubitak sluha. Geni također imaju ulogu u razvoju i stabilnosti mrežnjače, utječući na strukturu i funkciju i štapićastih fotoreceptorskih i potpornih stanica koje se nazivaju mrežnjačni pigmentirani epitel. Mutacije koje utiču na normalnu funkciju ovih gena mogu rezultirati bolešćuj retinitis pigmentosa i rezultirajućim gubitkom vida.
Procijenjena prevalencija Usherovog sindroma tipa I diljem svijeta je 3 di 6 na 100.000 ljudi. Tip I je češći kod ljudi aškenaskog židovskog podrijetla (srednja i istočna Europa) i u francusko-akadskom stanovništvu (Louisiana). Među Akađanima, istraživanja haplotipskih podataka u skladu su s time da je jedna mutacija odgovorna za sve slučajeve za sve slučajeve Usherovog sindroma tipa I.

### Usherov sindrom I
Osobe s Usherovim sindromom II nisu rođeni gluhi, a sluh im se s vremenom ne pogoršava; štoviše, čini se da nemaju primjetnih problema s ravnotežom. Također počinju gubiti vid kasnije (u drugom deceniji života) i mogu sačuvati dio vida čak i u srednjoj dobi.
Usherov sindrom tipa II mogu uzrokovati mutacije u bilo kojem od tri različita gena: USH2A, GPR98 i DFNB31. Protein kodiran genom USH2A, usherin, nalazi se u potpornom tkivu unutarnjeg uha i mrežnice. Usherin je ključan za pravilan razvoj i održavanje tih struktura, što bi moglo pomoći u objašnjavanju njegove uloga u gubitku sluha i vida. Lokacija i funkcija druga dva proteina još nisu poznate.
Usherov sindrom tipa II se javlja barem jednako često kao i tip I, ali budući da tip II može biti nedovoljno dijagnosticiran ili teže otkriven, može biti i do tri puta češći od tipa I.

### Usherov sindrom II
Osobe s Usherovim sindromom III ne rađaju se gluhe, ali doživljavaju progresivni gubitak sluha, a otprilike polovica ima poteškoća s ravnotežom.
Mutacije u samo jedom genu, CLRN1, povezanu su s Usherovim sindromom tipa III. CLRN1 kodira klarin-1, protein važan za razvoj i održavanje unutarnjeg uha i mrežnice. Međutim, funkcija proteina u tim strukturama i kako njegova mutacija uzrokuje gubitak sluha i vida još uvijek nije dobro shvaćena.
Učestalost Usherovog sindroma tipa III značajna je samo u finskoj populaciji, kao i u populaciji Birminghama u Velikoj Britaniji i kod pojedinaca aškenaskog židovskog podrijetla. Rijetko je zabilježen u nekoliko drugih etničkih skupina.

## Simptomi
Usherov sindrom obilježava gubitak sluha i postupno oštećenje vida. Gubitak sluha je uzrokovan defektom unutarnjeg uha, dok je gubitak vida posljedica retinitis pigemntose (RP), degeneracije stanica mrežnice. Obično su prvo zahvaćene štapićaste stanice mrežnice, što dovodi do rane noćne sljepoće (niktalopije) i postupnog gubitka perifernog vida. U drugim slučajevima dolazi od rane degeneracije čepića u makuli, što dovodi do gubitka centralne oštrine vida. U nekim slučajevima, fovealni vid je pošteđen, što dovodi do „krafnastog vida“; centralni i periferni vid su netaknuti, ali postoji anulus (prsten) oko središnjeg područja u kojemu je vid oštećen.

## Uzrok
Usherov sindrom nasljeđuje se u autosomno recesivnim obrascem. Nekoliko gena je povezano s Usherovim sindromom korištenjem analize povezanosti obitelji pacijenata (Tablica 1) i sekvenciranje DNK identificiranih lokusa. Mutacija u bilo kojem od ovih gena  će vjerojatno rezultirati Usherovim sindromom.
Klinički podtipovi Usher I i II povezani su s mutacijama u jednom od šest (USH1B – G) odnosno tri (USH2A, C-D) gena, dok je do sada samo jedan gen, USH3A, povezan s Usherom III. Druga dva gena, USH1A i USH2B, su u početku bila povezana s Usherovim sindromom, ali USH2B nije potvrđen, a USH1A je netočno određen i ne postoji. Istraživanje u ovom području je u tijeku.
Korištenjem tehnika analize interakcija, moglo bi se pokazati da identificirani genski proizvodi međusobno komuniciranju u jednom ili više većih proteinskih kompleksa. Ako jedna od komponenti nedostaje, ovaj proteinski kompleks ne može ispuniti svoju funkciju u živoj stanici i vjerojatno dolazi do iste degeneracije. Pretpostavlja se da je funkcija ovog proteinskog kompleksa učestvuje u transdukciji signala ili u adhezijama senzornih stanica.
Studija pokazuje da su tri proteina povezana s genima Usherovog sindroma (PCDH15, CDH23, GPR98) također uključena u razvoj slušne kore, kod miševa i makakija. Njihov nedostatak ekspresije uzrokuje smanjenje broja parvalbuminskih interneurona. Pacijenti koji imaju mutacije u ovim genima mogu posljedično imati defekte slušnog korteksa.

## Patofiziologija
Progresivno sljepilo Usherovog sindroma je posljedica bolesti retinitis pigmentose. Fotoreceptorske stanice obično počinju degenerirati od vanjske periferije prema središtu mrežnice, uključujući makulu.  Degeneracija se obično prvo primjećuje kao noćna sljepoća (niktalopija); periferni vid se postupno gubi, ograničavajući vidno polje (tunelski vid), što općenito napreduje do potpune sljepoće. Kvalifikator „pigmentosa“ održava činjenicu da nakupine pigmenta mogu biti vidljive oftalmoskopom u uznapredovanim fazama degeneracije.
Oštećenje sluha povezano s Usherovim sindromom uzrokovano je oštećenim trepljastim stanicama u pužnici unutarnjeg uha koje sprječavaju električne impulse da dođu do mozga. To je oblik disakuzije.

## Dijagnoza
Budući da je Usherov sindrom trenutno neizlječiv, korisno je dijagnosticirati djecu mnogo prije nego što razviju karakterističnu noćnu sljepoću. neke preliminarne studije sugeriraju da čak 10% urođeno gluhe djece može imati Usherov sindrom. Međutim, pogrešna dijagnoza može imati loše posljedice.
Najjednostavniji pristup dijagnosticiranju Usherovog sindroma je testiranje karakterističnih kromosomskih mutacija. Alternativni pristup je elektroretinografija, iako je često za djecu nepoželjna jer njena nelagoda također može učiniti rezultate nepouzdanima. Roditeljsko srodstvo značajan je čimbenik u dijagnozi. Usherov sindrom I može biti indiciran ako je dijete od rođenja potpuno gluho i posebno sporo hoda.
Trinaest drugih sindroma može pokazivati znakove slične Usherovom sindromu, uključujući Alportov sindrom, Alströmov sindrom, Bardet-Biedlov sindrom, Cockayneov sindrom, spondiloepifizna displazija kongenita, Flynn-Airdov sindrom, Friedreichovu ataksiju, Hurlerov sindrom (MPS-1), Kearns-Sayreov sindrom (CPEO), Norriejev sindrom, osteopetrozu (Albers-Schonbergova bolest), Refsumovu bolest (bolest skladištenja fitanske kiseline) i Zellwegerov sindrom (cerebrohepatorenalni sindrom).

### Klasifikacija
Iako je Usherov sindrom klinički klasificiran na nekoliko načina, prevladavajući pristup je ga klasificirati u tri klinička podtipa nazvana Usher I, II i III prema opadajućem redoslijedu težine gluhoće. Iako se prije vjerovalo da postoji Usherov sindrom tip IV, istraživači sa Sveučilišta u Iowi su nedavno potvrdili da ne postoji USH tip IV. Kao što je opisano u nastavku, ovi klinički podtipovi mogu se dalje podijeliti prema određenom mutiranom genu; osobe s Usherom I i II mogu imati mutirano bilo koje od šest, odnosno tri gena, dok je s Usherom III povezan samo jedan gen. Funkcija ovih gena je još uvijek slabo shvaćena.
Usherov sindrom je varijabilno stanje; stupanj težine nije usko povezan s time je li riječ o Usherovom I, II ili III. Na primjer, netko s tipom III može ostati nepromijenjen u djetinjstvu, ali kasnije razviti duboki gubitak sluha i vrlo značajan gubitak vida do rane do srednje odrasle dobi. Slično tome, netko s tipom I, koji je stoga potpuno gluh od rođenja, može zadržati dobar centralni vid do šestog desetljeća života ili čak i duže. Osobe s tipom II, koje imaju koristan sluh sa slušnim aparatom, mogu iskusiti širok raspon težine RP-a. Neki mogu održati dobar vid za čitanje do 60-ih godina, dok drugi ne mogu vidjeti za čitanje dok su još u 40-ima.
Budući da se Usherov sindrom nasljeđuje autosomno recesivnim obrascem, i muškarci i žene imaju jednaku vjerojatnost da će ha naslijediti. Krvno srodstvo roditelja je faktor rizika.

## Liječenje
Budući da Usherov sindrom nastaje gubitkom gena, genska terapija koja vraća odgovarajući protein („zamjena gena“) može ga ublažiti, pod uvjetom da dodani protein postane funkcionalan. Nedavne studije mišjih modela pokazale su da se jedan oblik bolesti – onaj povezan s mutacijom u miozinu VIIa – može ublažiti zamjernom mutiranog gena lentivirusom. Međutim, neki od mutiranih gena povezanih s Usherovim sindromom kodiraju vrlo velike proteine – najznačajnije proteine USH2A i GPR98, koji imaju otprilike 6000 aminokiselinskih ostataka. Znanstvenici su uspješno liječili miševe s Usherovim sindromom tipa 1C, koji ima relativno mali zahvaćeni gen. 

## Epidemiologija
Usherov sindrom je odgovoran za većinu slučajeva gluhoće i sljepoće. Javlja se kod otprilike 1 od 23.000 ljudi u SAD, 1 od 28.000 u Norveškoj, i 1 u 12.500 u Njemačkoj. Osobe s Usherovim sindromom predstavljaju otprilike jednu šestinu ljudi s retinitis pigmentosa.

## Povijest
Usherov sindrom je nazvan po škotskom oftalmologu Charlesu Usheru, koji je 1914. godine ispitao patologiju i prijenos ove bolesti na temelju 69 slučajeva. Međutim, prvi put ga je 1858. godine opisao Albrecht von Gräfe,pionir moderne oftalmologije. Izvijestio je o slučaju gluhog pacijenta s retinitis pigmentosa, koji je imao dva brata s istim simptomima. Tri godina kasnije, jedan od njegovih studenata, Richard Liebreich, pregleda je stanovništvo Berlina tražeći obrasce bolesti gluhoće s retinitis pigmentosa. Liebreich je primijetio da je Usherov sindrom recesivan jer su se slučajevi kombinacija sljepoće i gluhoće javljali posebno kod braće i sestara iz krvno povezanih brakova ili u obiteljima s pacijentima u različitim generacijama. Njegova zapažanja pružila su prve dokaze za povezani prijenos sljepoće i gluhoće jer se u obiteljskim stablima nisu mogli pronaći izolirani slučajevi bilo kojeg od njih.
Nedavno su razvijeni životinjski modeli ove ljudske bolesti (poput nokaut-miševa i zebrica) kako bi se proučili učinci ovih genskih mutacija i testirali potencijalni lijekovi za Usherov sindrom.

## Društvo i kultura

### Značajni slučajevi
- Rebecca Alexander, psihoterapeutkinja, autorica i dobitnica nagrade Helen Keller za postignuća.
- Ćiril Axelrod, katolički svećenik.
- Catherine Fischer napisala je svoju autobiografiju o odrastanju s Usherovim sindromom u Louisiani, pod naslovom Orhideja Bayoua.
- Katie Kelly, paraolimpijka dobitnica zlatne medalje
- Christian Markovic i gluhoslijepi ilustrator i dizajner; Fuzzy Wuzzy Designs.[24]
- Izraelski glumački ansambl gluhoslijepih Nalaga'at (dodirni) sastoji se od 11 gluhoslijepih glumaca, od kojih je većini dijagnosticiran Usherov sindrom. Kazališna skupina postavila je nekoliko produkcija i nastupala je i lokalno u Izraelu i u inozemstvu u Londonu i na Broadwayu.[25]
- Karolina Pakėnaitė,[26]  doktorandica na Sveučilištu u Bathu[27] kojoj je dijagnosticiran 2014. godine, a "nastoji biti prva gluhoslijepa [osoba] koja će stići do vrha Mount Everesta".[28][29]
- Christine "Coco" Roschaert, direktorica Nepalskog projekta za gluhoslijepe, uvodna govornica za Tjedan osvješćivanja o gluhima na Sveučilištu u Vermontu i sudionica pokreta Gallaudet United Now.[30]
- Robert Tarango, prva gluhoslijepa osoba koja je glumila u filmu, u ulozi Artieja u kratkom filmu nominiranom za Oscara, Feeling Through.
- John Tracy, sin glumca Spencera Tracyja i imenjak oralne klinike John Tracy.
- Teigan Van Roosmalen, paraolimpijka.
- Vendon Wright napisao je dvije knjige koje opisuju njegov život s Usherovim sindromom, I Was Blind but Now I Can See[31]  i Through My Eyes.[32]

## Reference
1. 1 2 3  Mets, M. B.; Young, N. M.; Pass, A.; Lasky, J. B. 2000. Early diagnosis of Usher syndrome in children. Transactions of the American Ophthalmological Society. 98: 237–242, discussion 243–245. ISSN 0065-9533. PMC 1298229. PMID 11190026
2. 1 2  Otterstedde, Christian R.; Spandau, Ulrich; Blankenagel, Anita; Kimberling, William J.; Reisser, Christoph. 2001. A New Clinical Classification for Usher's Syndrome Based on a New Subtype of Usher's Syndrome Type I. The Laryngoscope (engleski). 111 (1): 84–86. doi:10.1097/00005537-200101000-00014. ISSN 1531-4995
3. 1 2  GRøNDAHL, J. 1987. Estimation of prognosis and prevalence of retinitis pigmentosa and Usher syndrome in Norway. Clinical Genetics (engleski). 31 (4): 255–264. doi:10.1111/j.1399-0004.1987.tb02804.x. ISSN 1399-0004
4. 1 2 3  Pakarinen, Leenamaija; Tuppurainen, Kaija; Laippala, Pekka; Mäntyjärvi, Maija; Puhakka, Heikki. 1. rujna 1995. The ophthalmological course of Usher syndrome type III. International Ophthalmology (engleski). 19 (5): 307–311. doi:10.1007/BF00130927. ISSN 1573-2630
5. 1 2  Keats, B. J.; Corey, D. P. 24. rujna 1999. The usher syndromes. American Journal of Medical Genetics. 89 (3): 158–166. ISSN 0148-7299. PMID 10704190
6. ↑  Reisser, Christoph F. V.; Kimberling, William J.; Otterstedde, Christian R. 1. prosinca 2002. Hearing Loss in Usher Syndrome Type II is Nonprogressive. Annals of Otology, Rhinology & Laryngology (engleski). 111 (12): 1108–1111. doi:10.1177/000348940211101208. ISSN 0003-4894
7. ↑  Sadeghi, Mehdi; Cohn, Edward S.; Kelly, William J.; Kimberling, William J.; Tranebjoerg, Lisbeth; Möller, Claes. 1. siječnja 2004. Audiological findings in Usher syndrome types IIa and II (non-IIa). International Journal of Audiology. 43 (3): 136–143. doi:10.1080/14992020400050019. ISSN 1499-2027. PMID 15198377
8. ↑  Hope, C. I.; Bundey, S.; Proops, D.; Fielder, A. R. 1. siječnja 1997. Usher syndrome in the city of Birmingham—prevalence and clinical classification. British Journal of Ophthalmology (engleski). 81 (1): 46–53. doi:10.1136/bjo.81.1.46. ISSN 0007-1161. PMID 9135408
9. ↑  Wayback Machine (PDF). pdfs.semanticscholar.org. Pristupljeno 9. srpnja 2025. Referenca upotrebljava generalan naslov (pomoć)
10. 1 2  Wayback Machine (PDF). www.blogs.uni-mainz.de. Pristupljeno 9. srpnja 2025. Referenca upotrebljava generalan naslov (pomoć)
11. ↑  Gerber, Sylvie; Bonneau, Dominique; Gilbert, Brigitte; Munnich, Arnold; Dufier, Jean-Louis; Rozet, Jean-Michel; Kaplan, Josseline. Veljača 2006. USH1A: chronicle of a slow death. American Journal of Human Genetics. 78 (2): 357–359. doi:10.1086/500275. ISSN 0002-9297. PMC 1380243. PMID 16400615
12. ↑  Libé-Philippot, Baptiste; Michel, Vincent; Boutet de Monvel, Jacques; Le Gal, Sébastien; Dupont, Typhaine; Avan, Paul; Métin, Christine; Michalski, Nicolas; Petit, Christine. 25. srpnja 2017. Auditory cortex interneuron development requires cadherins operating hair-cell mechanoelectrical transduction. Proceedings of the National Academy of Sciences of the United States of America. 114 (30): 7765–7774. doi:10.1073/pnas.1703408114. ISSN 1091-6490. PMC 5544301. PMID 28705869
13. 1 2  Smith, R. J.; Berlin, C. I.; Hejtmancik, J. F.; Keats, B. J.; Kimberling, W. J.; Lewis, R. A.; Möller, C. G.; Pelias, M. Z.; Tranebjaerg, L. 1. ožujka 1994. Clinical diagnosis of the Usher syndromes. Usher Syndrome Consortium. American Journal of Medical Genetics. 50 (1): 32–38. doi:10.1002/ajmg.1320500107. ISSN 0148-7299. PMID 8160750
14. 1 2  Fishman, G. A.; Kumar, A.; Joseph, M. E.; Torok, N.; Anderson, R. J. Rujan 1983. Usher's syndrome. Ophthalmic and neuro-otologic findings suggesting genetic heterogeneity. Archives of Ophthalmology (Chicago, Ill.: 1960). 101 (9): 1367–1374. doi:10.1001/archopht.1983.01040020369005. ISSN 0003-9950. PMID 6604514
15. 1 2 3  Williams, David S. Veljača 2008. Usher syndrome: animal models, retinal function of Usher proteins, and prospects for gene therapy. Vision Research. 48 (3): 433–441. doi:10.1016/j.visres.2007.08.015. ISSN 0042-6989. PMC 2680226. PMID 17936325
16. ↑  Merin, S.; Auerbach, E. 1976. Retinitis pigmentosa. Survey of Ophthalmology. 20 (5): 303–346. doi:10.1016/s0039-6257(96)90001-6. ISSN 0039-6257. PMID 817406
17. ↑  Sankila, E. M.; Pakarinen, L.; Kääriäinen, H.; Aittomäki, K.; Karjalainen, S.; Sistonen, P.; de la Chapelle, A. Siječanj 1995. Assignment of an Usher syndrome type III (USH3) gene to chromosome 3q. Human Molecular Genetics. 4 (1): 93–98. doi:10.1093/hmg/4.1.93. ISSN 0964-6906. PMID 7711740
18. ↑  Hashimoto, T.; Gibbs, D.; Lillo, C.; Azarian, S. M.; Legacki, E.; Zhang, X.-M.; Yang, X.-J.; Williams, D. S. Travanj 2007. Lentiviral gene replacement therapy of retinas in a mouse model for Usher syndrome type 1B. Gene Therapy. 14 (7): 584–594. doi:10.1038/sj.gt.3302897. ISSN 0969-7128. PMC 9307148 Provjerite vrijednost parametra |pmc= (pomoć). PMID 17268537
19. ↑  Vernon, McCay. 1. kolovoza 1969. Usher's syndrome—deafness and progressive blindness: Clinical cases, prevention, theory and literature survey. Journal of Chronic Diseases. 22 (3): 133–151. doi:10.1016/0021-9681(69)90055-1. ISSN 0021-9681
20. ↑  Boughman, J. A.; Vernon, M.; Shaver, K. A. 1. siječnja 1983. Usher syndrome: Definition and estimate of prevalence from two high-risk populations. Journal of Chronic Diseases. 36 (8): 595–603. doi:10.1016/0021-9681(83)90147-9. ISSN 0021-9681
21. ↑  Usher, Charles. 1914. On the inheritance of Retinitis pigmentosa with notes of cases. Roy. Lond. Ophthalmol. Hosp. Rep. str. 130–236
22. ↑  von Gräfe, Albrecht. Exceptionelles Verhalten des Gesichtsfeldes bei Pigmententartung der Netzhaut. Archiv für Ophthalmologie. str. 250–253
23. ↑  Liebreich, Richard. Abkunft aus Ehen unter Blutsverwandten als Grund von Retinitis pigmentosa. Dtsch. Klin. str. 53
24. ↑  About — Fuzzy Wuzzy Design. Fuzzy Wuzzy Design (engleski). Pristupljeno 9. srpnja 2025.
25. ↑  Nalagaat Center | Home. www.nalagaat.org.il. Inačica izvorne stranice arhivirana 24. studenoga 2010. Pristupljeno 9. srpnja 2025.
26. ↑  About Me. DeafBlind Everest Project (engleski). Pristupljeno 9. srpnja 2025.
27. ↑  CDE PhDs and EngDs. The Centre for Digital Entertainment (CDE) (engleski). Pristupljeno 9. srpnja 2025.
28. ↑  Deafblind PhD student aims for Everest. www.bath.ac.uk (engleski). Pristupljeno 9. srpnja 2025.
29. ↑  Admin@TCA. 17. srpnja 2024. Meet Karolina – DeafBlind Everest climber. The Climbing Academy (engleski). Pristupljeno 9. srpnja 2025.
30. ↑  Tactile The World. Tactile The World (engleski). Pristupljeno 9. srpnja 2025.
31. ↑  Wright, Vendon. I Was Blind but Now I Can See. Authorhouse. ISBN 978-1-4208-9101-0
32. ↑  Wright, Vendon. Through My Eyes. Pipers' Ash Ltd. ISBN 978-1-904494-86-7

## Daljnje čitanje
- Duncan E, Prickett HT. 1988. Usher's Syndrome: What It Is, How to Cope, and How to Help. Charles C. Thomas. ISBN 978-0-398-05481-6
- Stiefel SH, Lewis RA. 1991. The Madness of Usher's: Coping With Vision and Hearing Loss/Usher Syndrome Type II. Business of Living Publications. ISBN 978-1-879518-06-3
- Vernon M. 1986. Answers to your questions about Usher's syndrome (retinitis pigmentosa with hearing loss). Foundation Fighting Blindness. ASIN B00071QLJ6
- Vernon M. 1969. Usher's syndrome: Deafness and progressive blindness: clinical cases, prevention, theory and literature survey. Pergamon Press. ASIN B0007JHOJ4

## Vanjske poveznice
- GeneReviews/NCBI/NIH/UW unos o Usherovom sindromu tipa I
- GeneReviews/NCBI/NIH/UW unos o Usherovom sindromu tipa II
- Registar genetskog testiranja NCBI-a
- Opći pregled iz NIH-a
- Informacije o Usherovom sindromu Nacionalnog instituta za gluhoću i druge komunikacijske poremećaje (NIDCD).